# Luleå BBK
Luleå BBK är en basketbollklubb i Luleå i Sverige och kallas i folkmun Luleå Basket.
Klubben startade startade sin verksamhet 1978. Northland Resources blev huvudsponsor till laget inför säsongen 2011/2012, då klubben bytte namn från Luleå Basket till Northland Basket. I juli 2015  ändrades namnet tillbaka till Luleå BBK.
Luleå Basket tillhör sedan början av 2000-talet Basketligan dam och tog SM-silver säsongerna 2004/2005, 2005/2006, 2006/2007, 2010/2011 och 2011/2012. Luleå tog även SM-silver 2021/2022 och 2023/2024.
Säsongen 2013/2014 blev laget svenska mästarinnor för första gången
och har sedan försvarat sin mästartitel säsongerna 2014/2015, 2015/2016, 2016/2017, 2017/2018.,
2019/2020 (se dock nedan), samt 2020/2021.
Säsongen 2019/2020 vann Luleå basket SM-guld i "kavaj". Slutspelet ställdes in på grund av Coronaviruspandemin och Luleå basket tilldelades guldet då de ledde serien vid avbrottet. Säsongen 2020/2021 vann Luleå basket guldet på nytt genom att vända 0-2 underläge i matcher mot Alvik i finalen till 3-2. Det var första gången det hände i dam-baskets slutspelshistoria.
Luleå Basket har spelat sina hemmamatcher i Luleå Energi Arena (tidigare Pontushallen) sedan klubbens start. Dock under hela säsongen 2012/2013 spelade laget, liksom herrbasketklubben LF Basket Norrbotten, i Arcushallen, när Pontushallen byggdes om och bytte namn till sitt nuvarande.

## Spelartrupp 2019/2020
| Nr | Nation     | Namn             | Pos. | Födelseår | Moderklubb |
| --- | ---------- | ---------------- | ---- | --------- | ---------- |
| 4 | USA        | Ivey Slaughter   | F    | 1994      |            |
| 5 | USA        | Natisha Hiedeman | G    | 1997      |            |
| 6 | Sverige    | Felicia Ponturo  | G    | 1997      |            |
| 7 | Sverige    | Chioma Nnamaka   | F    | 1985      |            |
| 8 | Sverige    | Jenny Södersten  | F    | 2000      |            |
| 9 | Sverige    | Moa Erlandsson   | G    | 2001      |            |
| 10 | Sverige    | Matilda Åhlberg  | G    | 2000      |            |
| 11 | Sverige    | Matilda Ekh      | G    | 2002      |            |
| 12 | Sverige    | Emma Karamovic   | F    | 1996      |            |
| 14 | Montenegro | Milica Jovanović | F    | 1989      |            |
| 35 | Belgien    | Julie Vanloo     | G    | 1993      |            |
| 58 | Sverige    | Allis Nyström    | F    | 1993      |            |
| C = Center \| F = Forward \| G = Guard \| PF = Power Forward \| SF = Small Forward \| SG = Shooting Guard \| PG = Point Guard |            |                  |      |           |            |

### Fotnoter
1. ↑  Daniel Grefve (16 juli 2015). ”Mästaren har fått ett nytt namn”. SVT Sport. http://www.svt.se/sport/mastaren-har-fatt-ett-nytt-namn. Läst 16 juli 2015.
2. ↑  ”Sjätte gången gillt för Northland”. Sveriges Radio. 12 april 2014. http://sverigesradio.se/sida/artikel.aspx?programid=179&artikel=5835857. Läst 12 april 2014.
3. ↑  ”Northland försvarade SM-guldet”. Sveriges Radio. 23 april 2015. http://sverigesradio.se/sida/gruppsida.aspx?programid=179&grupp=8510&artikel=6149623. Läst 24 april 2015.
4. ↑  ”Luleå tog tredje raka SM-guldet”. SVT sport. 28 april 2016. http://www.svt.se/sport/basket/sm-final-mellan-lulea-och-umea/. Läst 29 april 2016.
5. ↑  ”Luleå bärgade sitt fjärde raka SM-guld”. Basketligan dam. 26 april 2017. http://basketligandam.se/lulea-bargade-sitt-fjarde-raka-sm-guld/. Läst 27 april 2017.
6. ↑  Henrik Danielsson (25 april 2018). ”Luleå Basket är svenska mästare” (på svenska). Norrländska socialdemokraten. Arkiverad från originalet den 26 april 2018. https://web.archive.org/web/20180426213752/http://www.nsd.se/sport/lulea-basket-ar-svenska-mastare-nm4819637.aspx. Läst 26 april 2018.
7. ↑  ”Luleå Basket - Spelartrupp”. luleabasket.com. https://luleabasket.com/trupperna/lulea-basket/. Läst 6 april 2020.